# Рей Манзарек
Рей Манза́рек (англ. Ray Manzarek; 12 лютого 1939, Чикаго, США — 20 травня 2013, Розенгайм, Німеччина) — американський музикант, продюсер, один з найвпливовіших музикантів-клавішників у рок-музиці. Колишній член рок-гурту The Doors.

## Біографія
Рей Манзарек народився 12 лютого 1939 (за даними джерел компанії «Електра» — 1942) в Чикаго, в сім'ї польських емігрантів. У десять років почав грати на фортепіано. Після служби в армії повернувся до Каліфорнійської кіноакадемії (UCLA), яку покинув у грудні 1961, продовживши процес опановування мистецтва кінематографу. Перебуваючи в цьому середовищі, Манзарек взяв участь у становленні групи The Doors. Будучи одним з найвпливовіших рок-гуртів США, вони випустили декілька альбомів до липня 1971, коли помер лідер групи Джим Моррісон. Після смерті Моррісона Манзарек став лідером групи та разом з іншими колишніми її членами випустив два альбоми, у яких виконував вокальні партії, — Other Voices (1971) та Full Circle (1972), але ці альбоми не знайшли широкої підтримки фанатів, внаслідок чого група поступово розпалася. У 1972 зайнявся сольною кар'єрою: виступав з Іґґі Попом та був продюсером груп Echo And The Bunnymen і Х.
У 1973 Манзарек випустив свій перший сольний альбом, The Golden Scarab («Золотий Скарабей»), та розпочав власні світові турне. Однак вже у 1974 він відчував велике бажання відновити співпрацю з колишніми членами The Doors і зрештою разом з ними випустив альбом The Whole Thing Started With Rock and Roll & Now It's Out Of Control. У цьому ж році ними була сформована група Nite City, до якої було включено ще двоє учасників. У 1976 вони випустили альбом, якому Рей Манзарек дав своє власне ім'я, у 1977 — альбом Golden Days Diamond Nights (Золоті Дні, Діамантові Ночі), але їхня спроба отримати вигоду від успіху оригінального гурту The Doors (з Моррісоном) та повторити його зазнала невдачі, і група знову розпалася. Наприкінці 1970-х — початку 1980-х Рей Манзарек працював над сольним альбомом, у якому співіснували опера та стиль співаків-менестрелів, альбом вийшов 1983 року, однак зусилля теж виявилися марними, і Манзарек не записував нових альбомів та пісень майже десять років.
У 1991 вийшов фільм-біографія режисера Олівера Стоуна «The Doors», після чого Манзарек залишився невдоволеним тим, як група зображена у кінострічці. У 1993 музикант випустив альбом Love Lion («Лев Кохання»), у якому вірші Майкла Макклура (Michael McClure) накладені на музику, яку Манзарек грав на синтезаторі. Альбом отримав теплий прийом. Манзарек та Макклур здійснювали тури по США, в той же час музикант працював над написанням автобіографії. На початку 2000-х він випустив спільний альбом з британським музикантом і актором Дерілом Рідом (Darryl Read). Манзарек створював якіснішу музику починаючи з цього часу, включаючи саундтрек до фільму Love Her Madly («Кохай її божевільно») (2006), однак його величезний вплив на світову рок-музику асоціюється з гуртом The Doors.
У 2002 Манзарек об'єднав зусилля з Роббі Крігером та разом з ним почав здійснювати світові тури, виконуючи здебільшого старі хіти The Doors.
29 червня 2012 року відбувся концерт Манзарека та Крігера у Києві.
Останні роки життя Рей Манзарек прожив у Напа Веллі (Napa Valley) (Каліфорнія). Грав у групі Riders on the storm. 20 травня 2013 року Рей Манзарек помер від раку жовчних проток у госпіталі німецького міста Розенхайм у віці 74 років. Він завершив свій життєвий шлях у колі його дружини, Дороті, двох братів, сина, дочки та трьох онуків.

## Альбоми
- Golden Scarab (1973)
- Whole Thing Started With Rock & Roll Now It's out of Control (1974)
- Golden Days Diamond Nights (1977)
- Carmina Burana (1983)
- Love Lion (1993)
- Doors: Myth and Reality (1997)
- Atonal Head (2006)
- Love Her Madly (2006)

## Фільми
- The Doors: Live at the Hollywood Bowl
- The Doors: A Tribute to Jim Morrison
- The Doors: Dance on Fire
- The Doors: The Soft Parade, a Retrospective